# Magnus Nilsson (litteraturvetare född 1966)
Magnus Nilsson är en svensk litteraturvetare född 1966, under flera år verksam vid Växjö universitet. Nilsson disputerade 2004 på en avhandling om Torgny Lindgren.